# 怀伊河备忘录

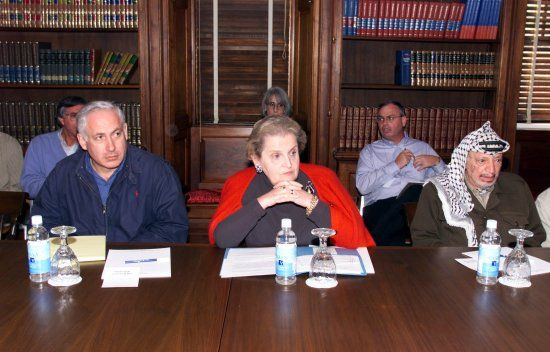
1998年10月，以色列总理本雅明·内塔尼亚胡（左）、美国国务卿马德琳·奥尔布赖特和亚西尔·阿拉法特出席怀伊河备忘录的談判會議

怀伊河备忘录是1998年10月23日，在美国总统比尔·克林顿主持的下，本雅明·内塔尼亚胡和亚西尔·阿拉法特在白宮签署的一項协议。在1998年10月15日至23日期間，巴以雙方在美國马里兰州懷伊河附近就該協議內容進行談判。 1998年11月17日，以色列國會以75票支持对19票反對的結果通过了该备忘录。备忘录於1998年11月2日生效。该备忘录旨在恢复执行奥斯陆第二协议，即以色列從約旦河西岸部分地區撤軍。 
不過最終以色列只從C区撤出了2%，而不是根據備忘錄所要求的13%。  双方互相指责对方未履行《怀河备忘录》规定的各自的责任。
根據1998年11月初的民意调查显示，74%的以色列人支持该协议。 然而利库德集团内部存在反对意见，甚至後來內塔尼亞胡政府遭到不信任动议投票時，有利库德集团成員投了支持票。